# Puccinia festucae
Puccinia festucae ist eine Ständerpilzart aus der Ordnung der Rostpilze (Pucciniales). Der Pilz ist ein Endoparasit von Heckenkirschen sowie der Süßgras-Gattung Festuca. Symptome des Befalls durch die Art sind Rostflecken und Pusteln auf den Blattoberflächen der Wirtspflanzen. Sie ist holarktisch verbreitet.

## Merkmale

### Makroskopische Merkmale
Puccinia festucae ist mit bloßem Auge nur anhand der auf der Oberfläche des Wirtes hervortretenden Sporenlager zu erkennen. Sie wachsen in Nestern, die als gelbliche bis braune Flecken und Pusteln auf den Blattoberflächen erscheinen.

### Mikroskopische Merkmale
Das Myzel von Puccinia festucae wächst wie bei allen Puccinia-Arten interzellulär und bildet Saugfäden, die in das Speichergewebe des Wirtes wachsen. Die Aecien  der Art besitzen 17–21 × 20–27 µm große Aeciosporen mit runzliger Oberfläche. Die gelben Uredien der Art wachsen oberseitig auf den Blättern der Wirtspflanze. Ihre gelblichen bis goldenen Uredosporen sind kugelig bis breitellipsoid, 24–29 × 22–25 µm groß und fein stachelwarzig. Die blattoberseitig wachsenden Telien der Art sind schwarzbraun und früh unbedeckt. Die tief gold- bis hell haselnussbraunen Teliosporen des Pilzes sind zweizellig, in der Regel länglich bis keulenförmig und 42–58 × 15–18 µm groß. Ihre Stiele sind bräunlich und bis zu 20 µm lang.

## Verbreitung
Das bekannte Verbreitungsgebiet von Puccinia festucae reicht von Alaska über Korea und Indien bis nach Europa.

## Ökologie
Die Wirtspflanzen von Puccinia festucae sind für den Haplonten diverse Heckenkirschen (Lonicera spp.) sowie Festuca-Arten für den Dikaryonten. Der Pilz ernährt sich von den im Speichergewebe der Pflanzen vorhandenen Nährstoffen, seine Sporenlager brechen später durch die Blattoberfläche und setzen Sporen frei. Die Art verfügt über einen Entwicklungszyklus mit Telien, Uredien, Spermogonien und Aecien und macht einen Wirtswechsel durch.